# 波皮夫齊 (舊康斯坦丁尼夫市鎮)
49°48′14″N 27°11′18″E / 49.80389°N 27.18833°E
波皮夫齊（羅馬化：Popivtsi）是位於烏克蘭西部的村莊，由赫梅利尼茨基州赫梅利尼茨基區的舊康斯坦丁尼夫市鎮負責管轄。該村始建於1485年，面積1.63平方公里，海拔高度285米，2001年人口595，人口密度每平方公里364.1人。